# Halali (Fluss)
Der Halali River ist ein ca. 90 km langer Nebenfluss der Betwa im indischen Bundesstaat Madhya Pradesh. Der im Frühsommer (April, Mai) meist trockenfallende Fluss gehört zum Einzugsgebiet des Ganges.

## Verlauf
Der Halali entspringt nordwestlich der Millionenstadt Bhopal in den Ausläufern des Vindhyagebirges in einer Höhe von ca. 488 m ü. d. M.; er durchfließt in zumeist nordöstlicher Richtung eine von laubabwerfenden Trockenwäldern geprägte Landschaft, wird nach ca. 38 km im Halali-Stausee gestaut und mündet nach weiteren ca. 40 km bei Vidisha in die Betwa.

## Orte am Fluss
Vor allem während der spätsommerlichen Monsunzeit steigt der Pegel des Halali enorm an und es bilden sich großflächige Wasserlandschaften, was die Ansiedlung von größeren Städten und selbst von kleineren Siedlungen in unmittelbarer Flussnähe weitgehend verhindert hat.

## Stauseen
Der Fluss wird etwa in der Mitte seines Weges im 1973 fertiggestellten und maximal ca. 227 Millionen m³ fassenden Halali-Stausee gestaut. Dieser ist von großer Bedeutung für die Trinkwasserversorgung von Bhopal. In der Monsunzeit oder nach stärkeren oder lang anhaltenden Regenfällen bildet sich am Ausfluss des Stausees ein als Ausflugsziel beliebter Wasserfall.

## Sehenswürdigkeiten
Obwohl der Bundesstaat Madhya-Pradesh zu den Kernzonen nordindischer Kultur des 1. Jahrtausends gehört, finden sich an den nur dünn besiedelten Ufern des Halali kaum Sehenswürdigkeiten. Zu nennen sind die oberhalb des Flusses gelegene buddhistische Stätte von Satdhara mit ihren restaurierten Stupas und die Heliodoros-Säule nahe bei seiner Mündung.